# René Cardona
Pour les articles homonymes, voir Cardona (homonymie).
René Cardona, né le 8 octobre 1906 à La Havane (Cuba) et mort le 25 avril 1988 à Mexico, est un acteur, réalisateur, scénariste, et producteur de cinéma mexicain. Il est le père de René Cardona Jr. et le grand-père de René Cardona III.

## Filmographie

### Comme réalisateur
| - 1925 : Glorioso vuelo de los aviadores Barberon y Collar - 1929 : Sombras habaneras - 1937 : Don Juan Tenorio - 1938 : Alarma - 1938 : Allá en el rancho chico - 1938 : Estrellita - 1938 : Los dos cadetes - 1938 : Tierra brava - 1939 : El cobarde - 1939 : La reina del río - 1940 : Amor de mis amores - 1942 : Jesusita en Chihuahua - 1942 : Unidos por el eje - 1943 : Adios mi chaparrita - 1943 : El espectro de la novia - 1944 : El as negro - 1944 : Hotel de verano - 1944 : La mujer sin cabeza - 1944 : Mis hijos - 1945 : El museo del crimen - 1945 : El precio de una vida - 1945 : Una canción en la noche - 1946 : ¡Ay qué rechula es Puebla! - 1947 : El tigre de Jalisco - 1947 : Felipe fue desgraciado - 1948 : Cartas marcadas - 1948 : La última noche - 1948 : Lazos de fuego - 1948 : Mi madre adorada - 1949 : Ahí viene Vidal Tenorio - 1949 : El charro del Cristo - 1949 : Una canción a la vírgen - 1950 : Gemma - 1950 : Lluvia roja - 1950 : También de dolor se canta - 1950 : Yo quiero ser hombre - 1950 : Yo quiero ser mala - 1951 : Canasta uruguaya - 1951 : El marido de mi novia - 1951 : Mujeres de teatro - 1951 : Puerto de tentación - 1951 : Una viuda sin sostén - 1951 : Vuelva el sábado - 1952 : Póker de ases - 1952 : Por que peca la mujer - 1952 : Vive como sea - 1953 : Pompeyo el conquistador - 1954 : Cain y Abel - 1954 : De ranchero a empresario - 1954 : El enmascarado de plata - 1954 : Sindicato de telemirones - 1955 : Amor de lejos - 1955 : El pueblo sin Dios - 1955 : Una gallega en La Habana - 1956 : La faraona - 1956 : Las zapatillas verdes - 1956 : Lola torbellino - 1956 : Los margaritos - 1957 : Pancho López - 1957 : Pulgarcito - 1957 : The Living Idol - 1957 : Un mundo nuevo - 1958 : La cama de piedra - 1958 : La marca del cuervo - 1958 : Las tres pelonas - 1958 : Maratón de baile - 1958 : Tú y la mentira - 1959 : Ángel del infierno - 1959 : El joven del carrito - 1959 : El puma - 1959 : El sordo - 1959 : La ley del más rápido - 1959 : Santa Claus | - 1959 : Una señora movida - 1960 : A tiro limpio - 1960 : La Chanson de l'orphelin (Aventuras de Joselito y Pulgarcito) - 1960 : Juan Polainas - 1960 : La Llorona - 1961 : Carnaval en mi barrio - 1961 : El globero - 1962 : ¡En peligro de muerte! - 1963 : audaz y valiente Fuerte - 1963 : Las luchadoras contra el médico asesino - 1963 : María Pistolas - 1963 : Santo vs. el estrangulador - 1963 : Espectro del estrangulador - 1964 : El corrido de María Pistolas - 1964 : La edad de piedra - 1964 : La Vengeance de la momie (Las luchadoras contra la momia) - 1965 : Aquella Rosita Alvírez - 1965 : El asesino invisible - 1965 : El hijo de Gabino Barrera - 1965 : Gabino Barrera - 1965 : Las lobas del ring - 1965 : Los sheriffs de la frontera - 1965 : Pistoleros del oeste - 1966 : El alazán y el rosillo - 1966 : El jinete justiciero en retando a la muerte - 1966 : El mexicano - 1966 : Operación 67 - 1966 : Santo et le Trésor de Montezuma (El tesoro de Moctezuma) - 1967 : La vuelta del mexicano - 1967 : Las mujeres panteras - 1968 : Caballo prieto azabache - 1968 : La mujer murciélago - 1968 : Lucio Vázquez - 1968 : Valentín de la sierra - 1969 : Duelo en El Dorado - 1968 : Santo et le trésor de Dracula - 1968 : Santo contra Capulina - 1969 : El caballo Bayo - 1969 : La horripilante bestia humana (es) - 1969 : La maestra inolvidable - 1969 : Las luchadoras contra el robot asesino - 1969 : Lauro Puñales - 1969 : Santo vs. los cazadores de cabezas - 1970 : El asesino enmascarado - 1970 : Santo en la venganza de la momia - 1970 : El pueblo del terror - 1970 : La captura de Gabino Barrera - 1970 : Santo contra los jinetes del terror - 1971 : Capulina contra los vampiros - 1971 : La mula de Cullen Baker - 1971 : La venganza de Gabino Barrera - 1971 : Siete muertes para el texano - 1972 : El increíble profesor Zovek - 1972 : el texano Manuel Saldivar - 1973 : El derecho de los pobres - 1973 : Entre monjas anda el diablo - 1973 : La invasión de los muertos - 1974 : El hijo del pueblo - 1974 : Jalisco nunca pierde - 1974 : L'Île des hommes seuls - 1975 : El pequeño Robin Hood - 1975 : La mafia amarilla - 1975 : Noche de muerte - 1976 : Supervivientes de los Andes - 1977 : El Mexicano (mini-série TV) - 1977 : Prisión de mujeres - 1978 : Raza de viboras - 1979 : La guerra de los pasteles - 1979 : Mar asesino - 1980 : Burlesque - 1981 : Visita al pasado - 1982 : Las computadoras |

### Comme assistant réalisateur
- 1954 : Sitting Bull de Sidney Salkow
- 1955 : White Feather
- 1957 : The Living Idol

### Comme scénariste
| - 1929 : Sombras habaneras - 1937 : Don Juan Tenorio - 1938 : Alarma - 1942 : Jesusita en Chihuahua - 1943 : El Espectro de la novia - 1944 : El As negro - 1944 : Hotel de verano - 1944 : La Mujer sin cabeza - 1944 : Mis hijos - 1945 : El Museo del crimen - 1948 : La Última noche - 1948 : Lazos de fuego - 1948 : Mi madre adorada - 1949 : El Charro del Cristo - 1949 : Una Canción a la vírgen - 1950 : Gemma - 1954 : De ranchero a empresario - 1954 : El Enmascarado de plata - 1957 : Pancho López - 1957 : Pulgarcito - 1958 : Tú y la mentira | - 1959 : Ángel del infierno - 1959 : El Puma - 1959 : La Ley del más rápido - 1959 : Santa Claus - 1960 : A tiro limpio - 1960 : Aventuras de Joselito y Pulgarcito - 1965 : El Asesino invisible - 1965 : El Hijo de Gabino Barrera - 1966 : Espectro del estrangulador - 1969 : La Horripilante bestia humana - 1969 : Santo vs. los cazadores de cabezas - 1970 : Santo contra los jinetes del terror - 1971 : Capulina contra los vampiros - 1971 : La Mula de Cullen Baker - 1972 : El Increíble profesor Zovek - 1972 : el texano Manuel Saldivar - 1974 : El Hijo del pueblo - 1974 : Jalisco nunca pierde - 1974 : L'Île des hommes seuls - 1977 : Prisión de mujeres - 1978 : Raza de viboras |

### Comme acteur
- 1928 : Les hommes préfèrent les blondes
- 1929 : Sombras habaneras
- 1930 : Del mismo barro
- 1931 : Carne de cabaret
- 1931 : Cuando el amor ríe
- 1932 : Mano a mano
- 1933 : Sobre las olas
- 1935 : El Misterio del rostro pálido
- 1935 : Silencio sublime
- 1936 : Allá en el Rancho Grande
- 1936 : Así es la mujer
- 1936 : El Baúl macabro
- 1936 : El Calvario de una esposa
- 1936 : Malditas serán las mujeres
- 1937 : Don Juan Tenorio
- 1937 : Honrarás a tus padres
- 1937 : La Gran cruz
- 1937 : La Llaga
- 1937 : Nostradamus
- 1938 : Allá en el rancho chico
- 1938 : La Cuna vacía
- 1939 : Una Luz en mi camino
- 1940 : Allá en el Trópico
- 1940 : Con su amable permiso
- 1940 : El Secreto de la monja
- 1940 : Mala yerba
- 1941 : Amor chinaco
- 1941 : El Secreto del sacerdote
- 1941 : La Casa del rencor
- 1941 : La Torre de los suplicios
- 1942 : Caballería del imperio
- 1942 : Le Comte de Monte-Cristo (El conde de Montecristo)
- 1942 : Jesusita en Chihuahua
- 1942 : Unidos por el eje
- 1943 : Ave sin nido
- 1943 : Divorciadas
- 1943 : El Misterioso señor Marquina
- 1943 : El Peñón de las Ánimas
- 1944 : El Abanico de Lady Windermere
- 1946 : ¡Ay qué rechula es Puebla!
- 1946 : Asesinato en los estudios
- 1946 : El Socio
- 1946 : Los Buitres sobre el tejado
- 1947 : Chachita la de Triana
- 1947 : El Príncipe del desierto
- 1947 : La Barca de oro
- 1947 : Si me han de matar mañana
- 1947 : Soledad de Miguel Zacarías
- 1947 : Soy charro de Rancho Grande
- 1948 : Cartas marcadas
- 1948 : Pito Pérez se va de bracero
- 1949 : La Vorágine
- 1952 : El Genial Detective Peter Pérez
- 1953 : Las tres perfectas casadas
- 1954 : As negro
- 1954 : La Desconocida
- 1954 : La Mulâtresse
- 1954 : Nuevo amanecer
- 1955 : A los cuatro vientos
- 1956 : ¡Que seas feliz!
- 1956 : La Faraona
- 1956 : Los Hijos de Rancho Grande
- 1957 : Un Mundo nuevo
- 1959 : El Puma
- 1959 : La Ley del más rápido
- 1959 : Milagros de San Martín de Porres
- 1960 : El" "Rapto
- 1961 : Juana Gallo
- 1962 : Le Baron de la terreur de Chano Urueta
- 1962 : Los Encapuchados del infierno
- 1962 : Santo contra el Rey del Crimen
- 1963 : Aventuras de las hermanas X
- 1963 : La Bandida
- 1963 : Santo contra el cerebro diabólico
- 1964 : Dos caballeros de espada
- 1964 : El Revólver sangriento
- 1964 : La Duquesa diabólica
- 1966 : La Vida de Pedro Infante
- 1966 : Vuelve el Texano
- 1967 : La Leyenda del bandido
- 1967 : Un Novio para dos hermanas
- 1967 : Un Par de roba chicos
- 1968 : El Deseo llega de noche
- 1968 : El Día de la boda
- 1968 : Operación carambola
- 1968 : Un Extraño en la casa
- 1969 : El Matrimonio es como el demonio
- 1969 : Santo vs. los cazadores de cabezas
- 1970 : Chanoc en las garras de las fieras
- 1970 : La Hermana Trinquete
- 1971 : el niño Dios Jesús
- 1971 : La Mula de Cullen Baker
- 1971 : Siete muertes para el texano
- 1972 : el texano Manuel Saldivar
- 1973 : el fugitivo de los pantanos Zindy
- 1973 : Masajista de señoras
- 1973 : Peluquero de señoras
- 1974 : La Disputa
- 1974 : La Venganza de la llorona
- 1974 : Las Viboras cambian de piel
- 1975 : El Pequeño Robin Hood
- 1975 : El Valle de los miserables
- 1975 : Viaje fantástico en globo
- 1976 : La Folle de Chaillot
- 1977 : La Casta divina
- 1977 : Prisión de mujeres
- 1978 : Cyclone de René Cardona Jr.
- 1978 : El Llanto de los pobres
- 1978 : Tarjeta verde
- 1978 : Tempestad
- 1979 : Cronica roja
- 1980 : Verano salvaje
- 1982 : La Furia de los karatecas
- 1983 : Allá en el rancho de las flores
- 1983 : La Banda de la sotana negra
- 1984 : Siempre en domingo
- 1985 : La Casa que arde de noche
- 1987 : Las Limpias
- 1988 : El Fiscal de hierro

### Comme producteur
- 1925 : Glorioso vuelo de los aviadores Barberon y Collar
- 1929 : Sombras habaneras
- 1942 : Jesusita en Chihuahua
- 1945 : El Museo del crimen
- 1945 : El Precio de una vida
- 1975 : El Pequeño Robin Hood
- 1976 : Supervivientes de los Andes
- 1977 : Prisión de mujeres
- 1979 : Mar asesino

### Comme monteur
- 1925 : Glorioso vuelo de los aviadores Barberon y Collar

### Comme directeur de la photographie
- 1925 : Glorioso vuelo de los aviadores Barberon y Collar

## Théâtre
- 1948 : Othello de William Shakespeare, Théâtre des Célestins
- 1952 : La Jacquerie de Prosper Mérimée, mise en scène Clément Harari, Théâtre Charles de Rochefort
- 1952 : Le colonel Foster plaidera coupable de Roger Vailland, mise en scène Louis Daquin, Théâtre de l'Ambigu-Comique
- 1975 : La Folle de Chaillot de Jean Giraudoux, mise en scène Gérard Vergez, Théâtre de l'Athénée-Louis-Jouvet

## Distinctions

### Récompenses
- 1959 : Golden Gate Award du Meilleur Film Familial International au Festival international du film de San Francisco pour Santa Claus

### Nominations
- 1955 : nommé pour l'Ariel d'argent du Meilleur Second Rôle pour Nuevo amanecer de Rogelio A. González
- 1957 : nommé pour l'Ariel d'argent du Meilleur Second Rôle pour Que seas feliz! de Julián Soler